# Wulfilopsis martinsi
Wulfilopsis martinsi là một loài nhện trong họ Anyphaenidae.
Loài này thuộc chi Wulfilopsis. Wulfilopsis martinsi được Antonio D. Brescovit miêu tả năm 1997.